# Marlboroughstraat
Marlboroughstraat er et vejnavn og en stigning i Sint-Blasius-Boekel i Østflandern, som er kendt fra cykelløbet Flandern Rundt.

## Cykelsport
Marlboroughstraat er blevet inkluderet tre gange i Flandern Rundt (2021-2023). Stigningen er den syvende i løbet mellem Molenberg og Berendries. Fra 2021 til 2023 var strækningen også en del af Flandern Rundt for kvinder.
I 2022 var stigningen sammen med Biesestraat inkluderet i Omloop Het Nieuwsblad, begge stigninger fungererede som erstatning for Molenberg, hvor der på det tidspunkt var vejarbejde i gang.